# Asian Ghost Story
Asian Ghost Story è un film del 2016 diretto da David DeCoteau.

## Trama
Il fantasma di un ferroviere cinese defunto si impossessa del corpo di un samurai assassino per compiere la sua vendetta.

## Produzione
Per il ruolo del fantasma asiatico venne inizialmente considerata l'attrice Emma Some.